# Исторический район Гарнизон
Исторический район Гарнизон (англ. Garrison Historic Area) — небольшой район Барбадоса. Находится примерно в трёх километрах к югу от Площади Национальных героев и к западу от деревни Гастингс. 
Здесь находится исторический ипподром, расположенный на плацу площадью двенадцать гектаров и относящийся к Гарнизонной Саванне. На территории Гарнизона множество исторических зданий, в том числе военные казармы. Форт Святой Анны, где базируются Силы обороны Барбадоса, расположен в западной части района.

## История
В период XVIII—XIX веков Гарнизон был базой членов Британского Вест-Индского полка Барбадоса. В 1751 году будущий лидер Американской революции и первый президент Соединённых Штатов Джордж Вашингтон в течение двух месяцев гостил у своего больного брата в районе Буш-Хилл. Отреставрированное владение остаётся визитной карточкой Гарнизона, где его просто называют «Домом Джорджа Вашингтона». К середине XVIII века зажиточные люди и военнослужащие полка стали основателями традиции спортивных скачек на гарнизонном ипподроме.
30 ноября 1966 года в историческом районе Гарнизон состоялась церемония спуска флага Союза и поднятия флага Барбадоса, что ознаменовало полную независимость страны Барбадос от Великобритании.
В этом районе есть ряд исторически значимых зданий. Во многих из них размещались подразделения британского гарнизона, включая здание, в котором находится Музей Барбадоса. Свидетельством этому служит наличие тюремных камер.

## Галерея

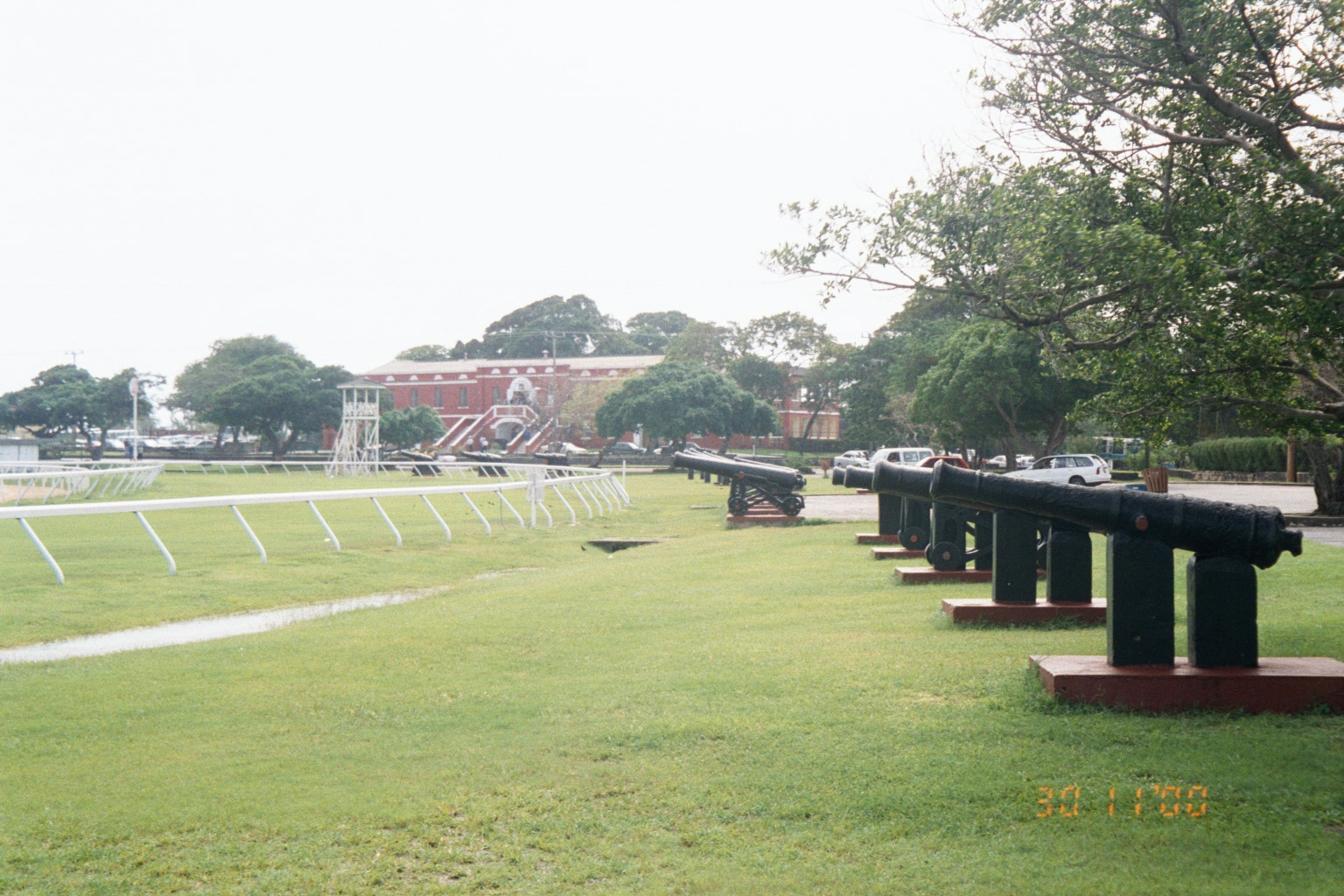
Национальная коллекция пушек Барбадоса
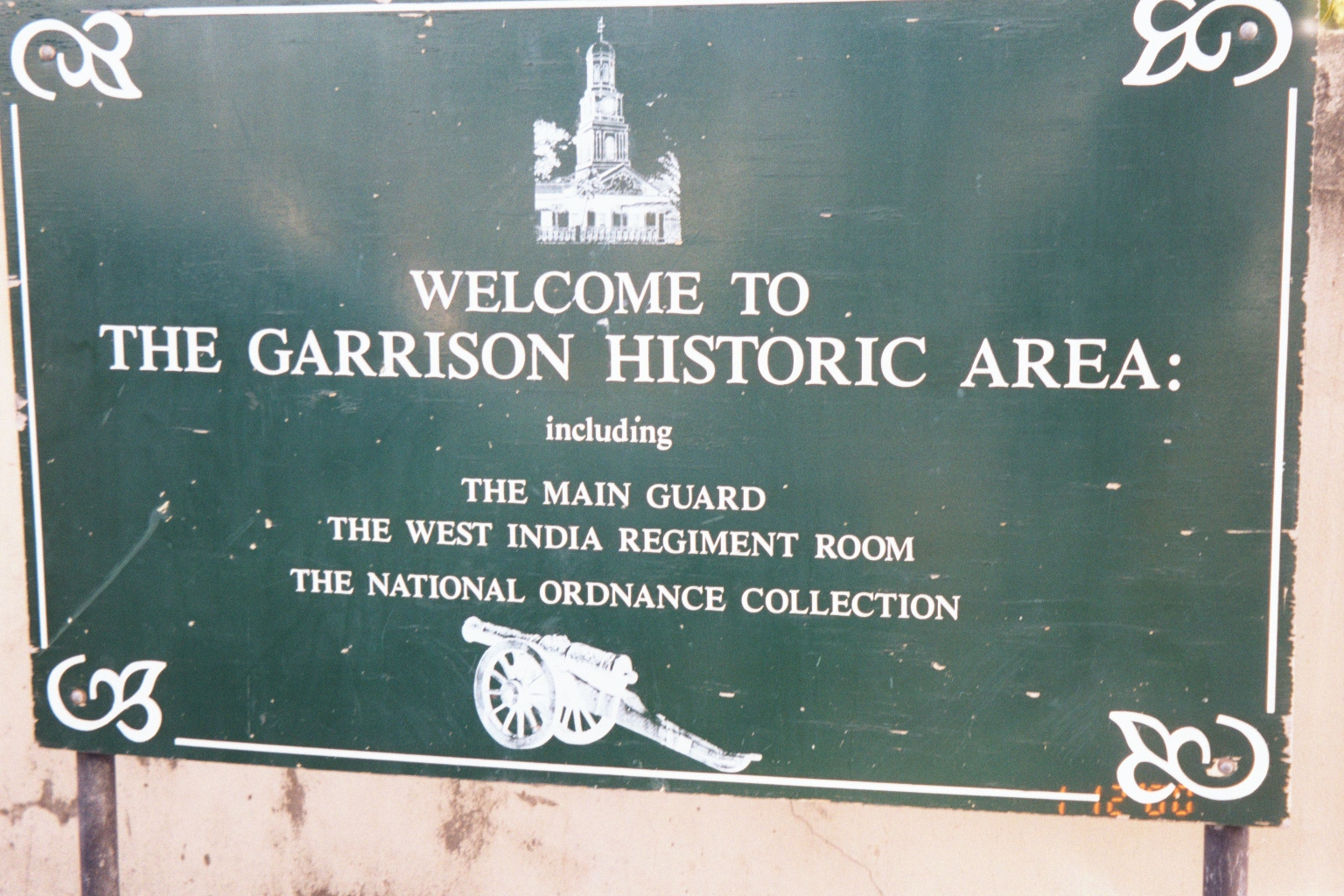
Указатель Гарнизона вдоль Highway 7
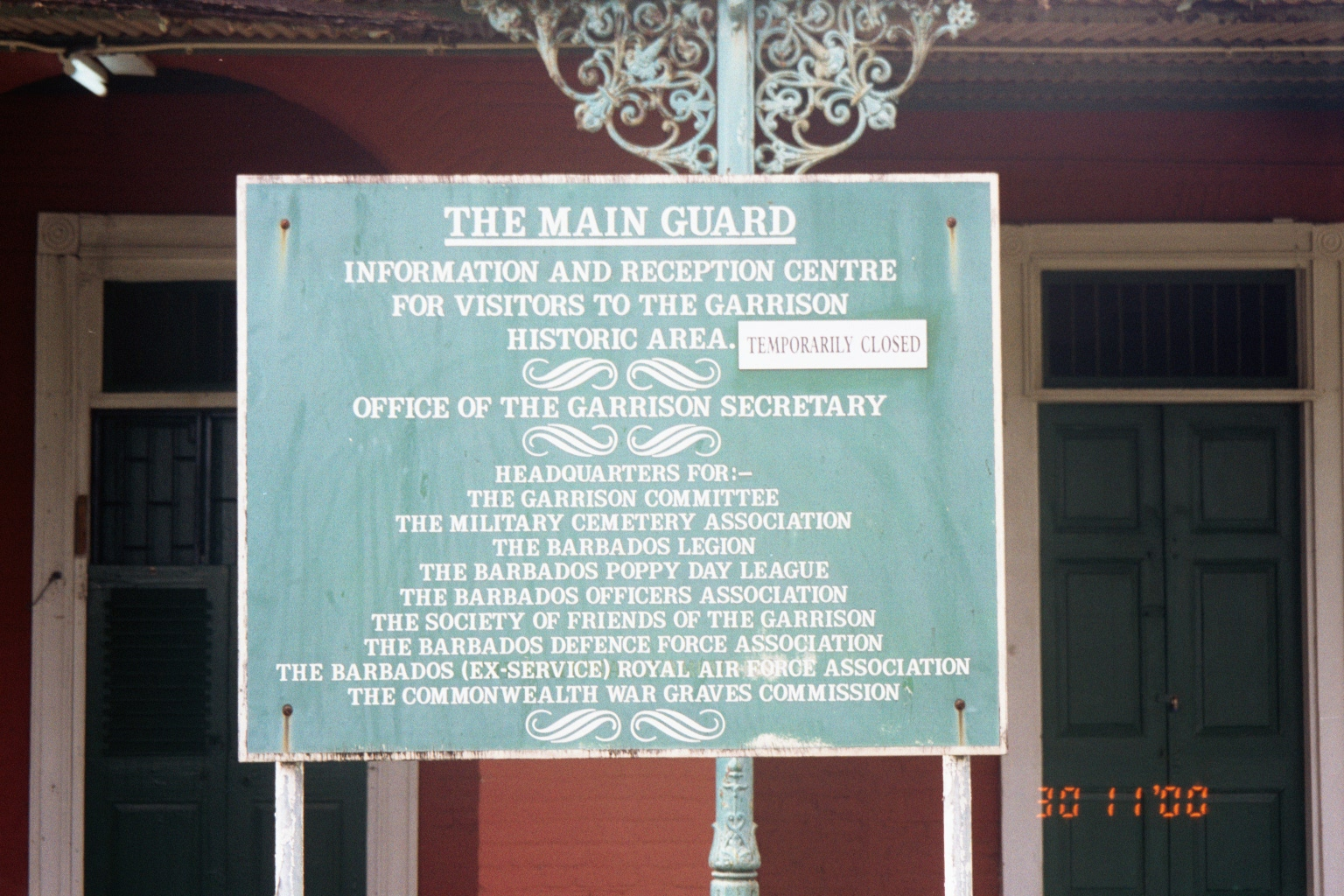
Табличка на главном караульном здании Гарнизонной Саванны
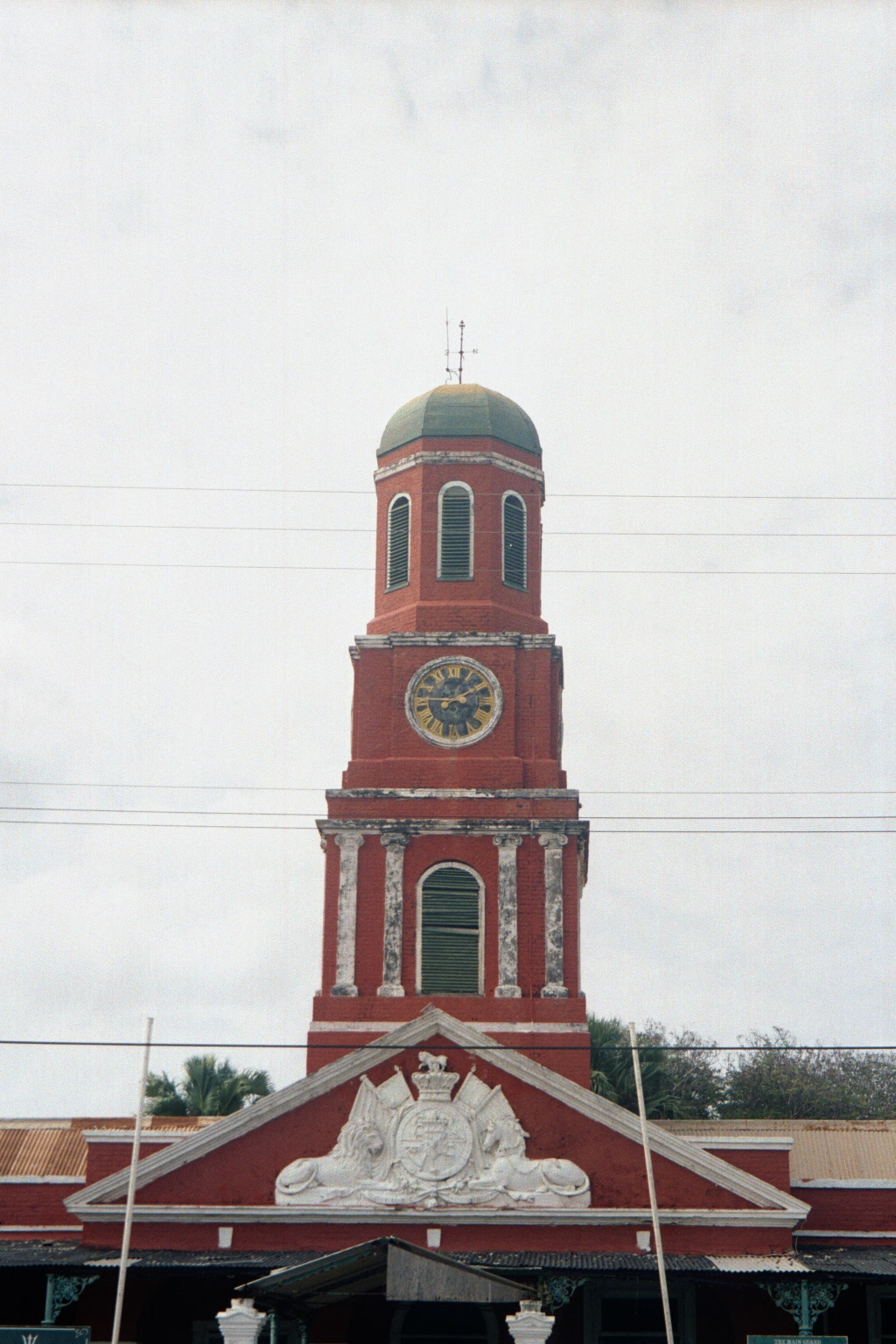
Башня с часами
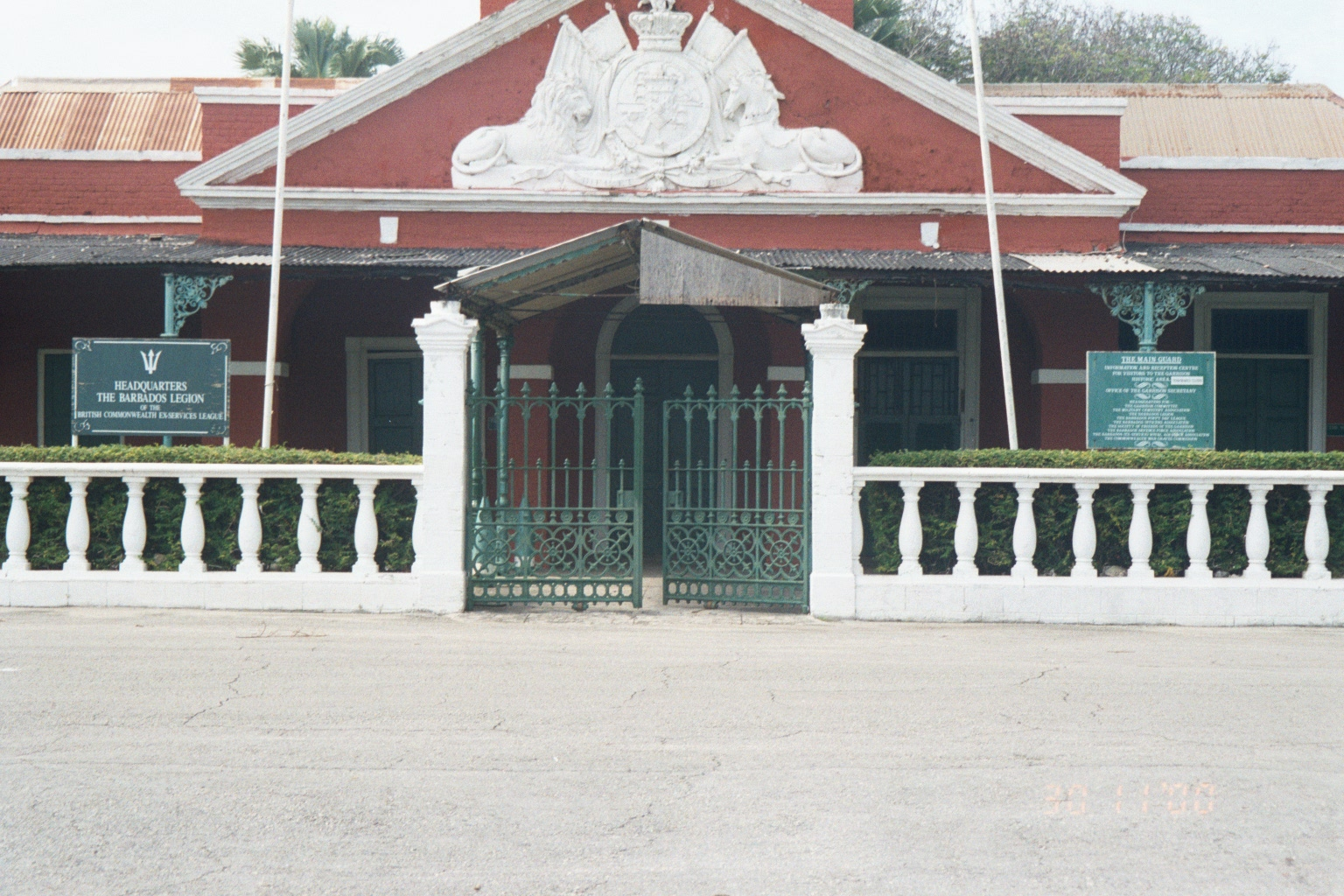
Главное здание гауптвахты в Гарнизонной Саванне, построенное около 1803 года